# Arbedo

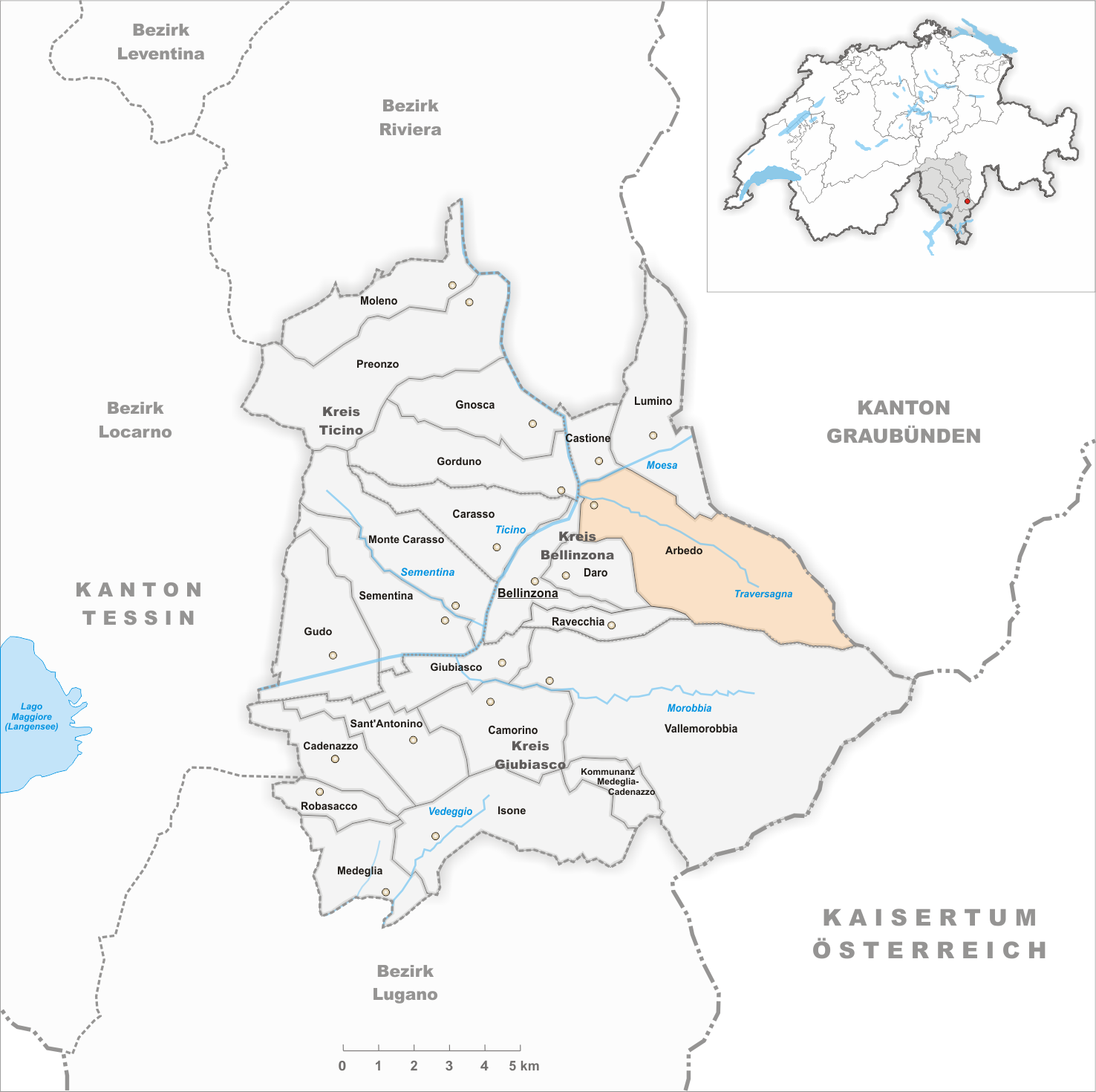
Gemeindestand vor der Fusion am 1. Januar 1821

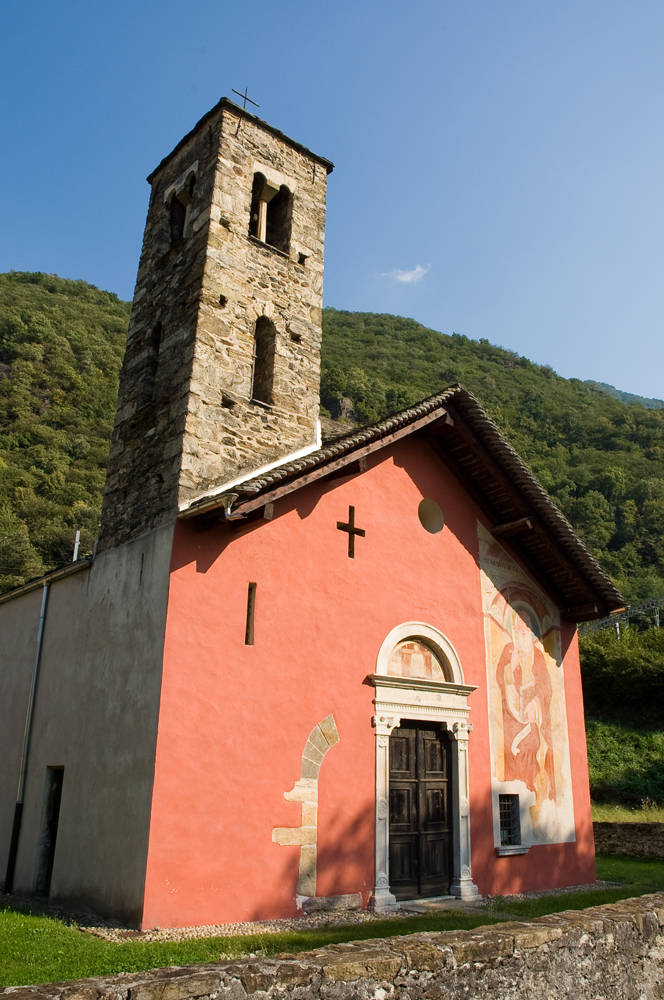
Kirche San Paolo genannt Chiesa Rossa

Arbedo (1964)

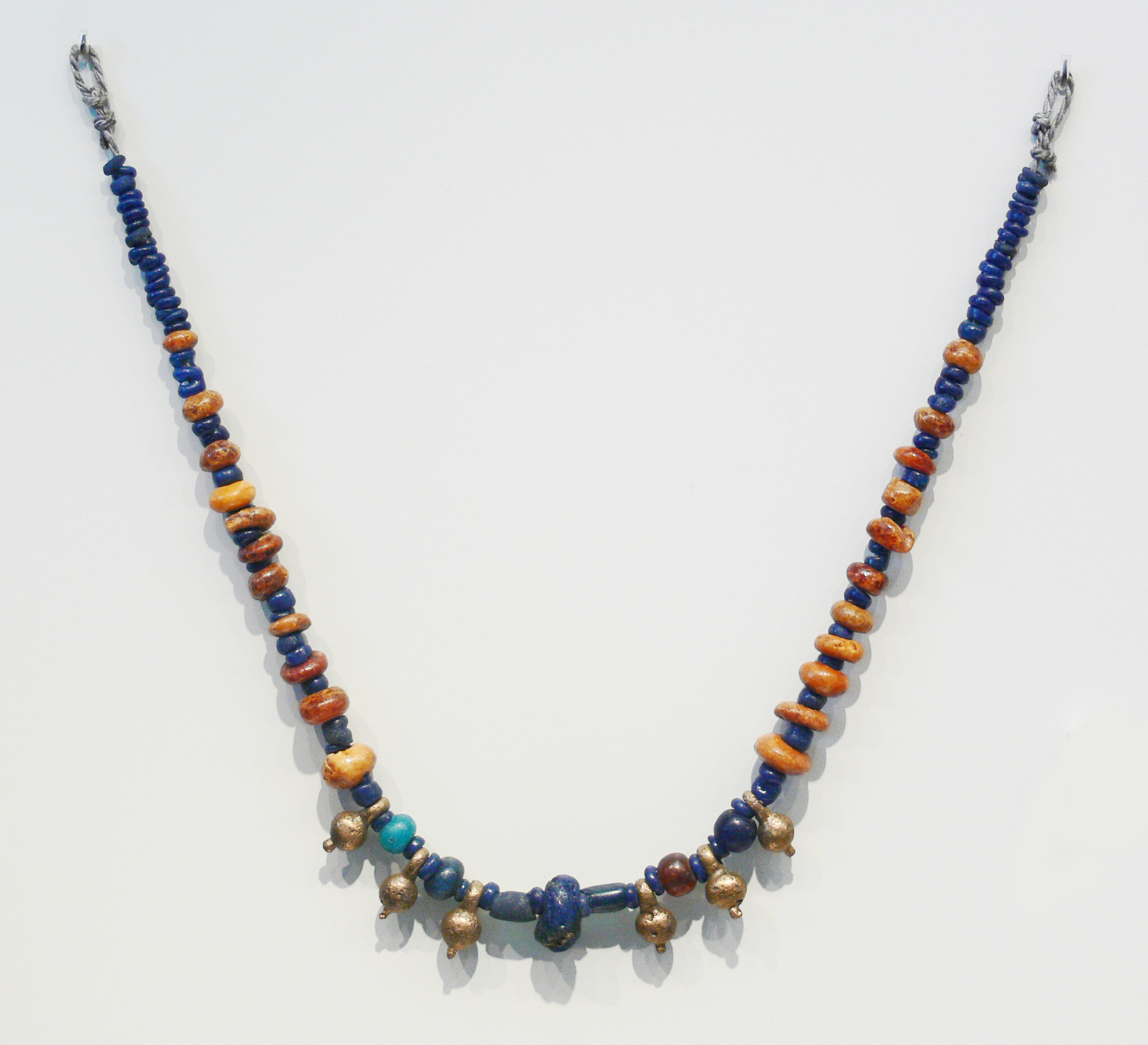
Halsschmuck der Bronzezeit gefunden in Molinazzo d’Arbedo

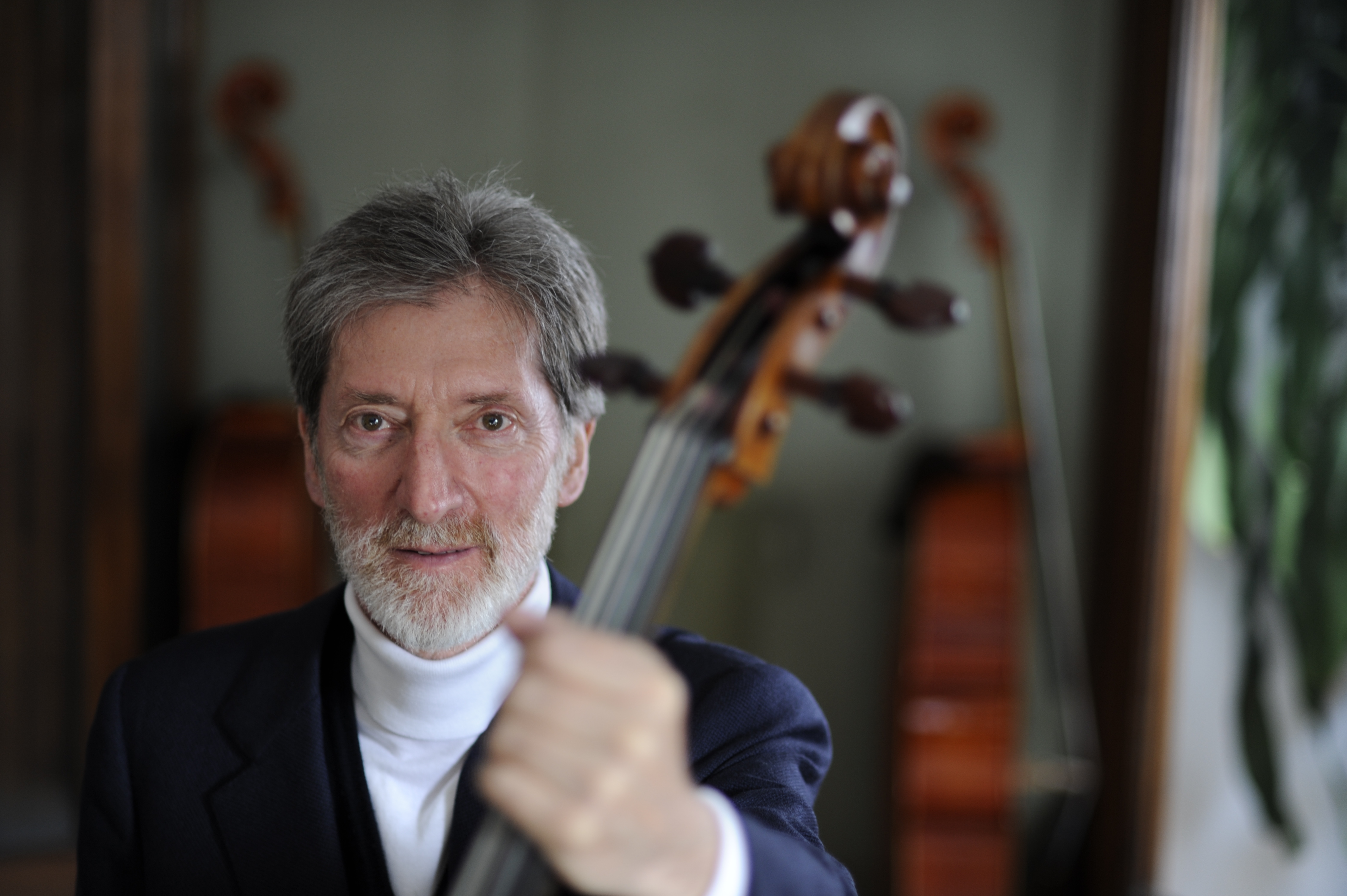
Rocco Filippini (2009)

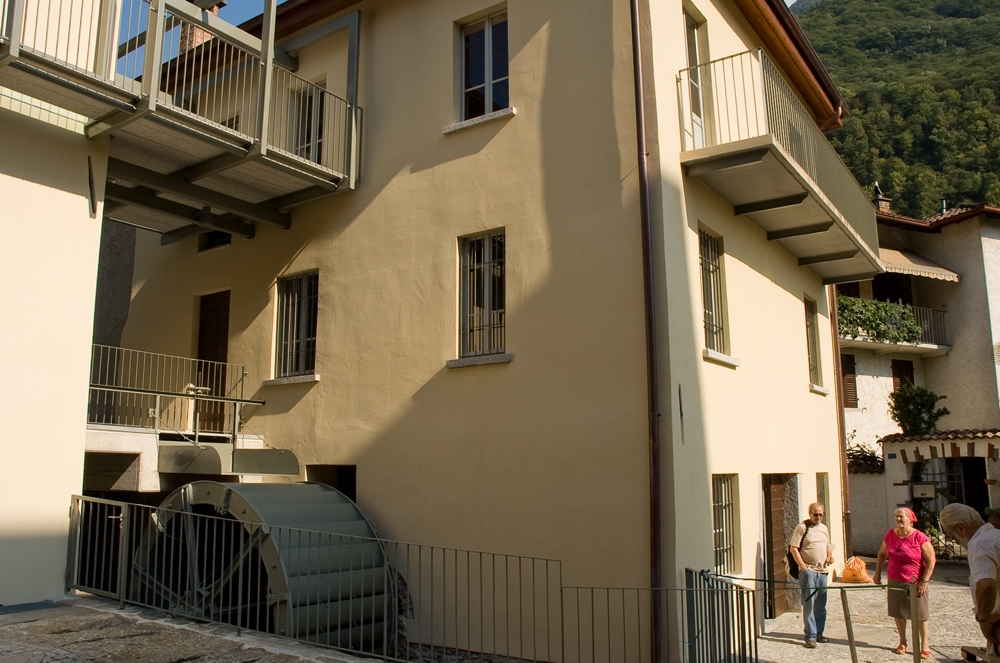
Mühle Erbetta, restauriert

Bergsturz Arbedo, Absenkung am Motto d’Arbino. Historisches Bild von Leo Wehrli (1928)

Arbedo ist eine Ortschaft in der politischen Gemeinde Arbedo-Castione im Schweizer Kanton Tessin. Im Jahr 1820 wurde Castione von Lumino getrennt, um mit Arbedo die neue Gemeinde Arbedo-Castione zu bilden.

## Geographie
Arbedo liegt auf einer Höhe von 278 m ü. M. am linken Ufer des Ticino, etwa drei Kilometer nördlich von Bellinzona, einem wichtigen Verkehrsknotenpunkt.

## Geschichte
In der Eisenzeit war diese Ortschaft schon bewohnt. Am 10. Januar 1946 wurden verschiedene Bronzesachen in der Ortschaft Molinazzo gefunden, sie werden heute als Überreste des Rohmaterial-Lagers einer Bronzegiesserei gedeutet.
Der Fund umfasst Altmaterial, Reste des Bronzegusses, Halbfabrikate sowie Barren; einzelne Stücke sind wesentlich älter. Der Fundkomplex umfasst 3866 Bronzeobjekte aus der frühen Eisenzeit (Hallstatt D3, circa 450 v. Chr.).
Im Jahr 1422 schlugen die Mailänder in der Schlacht bei Arbedo die Eidgenossen. 1946 wurde bei Feldarbeiten der Hort von Arbedo gefunden. Der Kampf vom 30. Juni 1422 bedeutet nur eine blutige Episode in der ennetbirgischen Politik, die während eines Jahrhunderts von den Staatsmännern der Mittelschweiz betrieben wurde.
Die Freiherren von Sax hatten 1417 mit dem Kanton Uri und dem Kanton Obwalden ein Landrecht abgeschlossen, das den letztern die Befugnis zuerkannte, in Bellinzona eine Besatzung zu halten. Zwistigkeiten, die unter den Bürgern von Bellinzona ausgebrochen waren, boten den Urkantonen Ende Februar 1419 die Gelegenheit, ins Tessin hinunterzusteigen. Um wenigstens das Bleniotal, das Misox und den Monte Dongo (Lombardei) zu behalten, überliessen die Grafen von Sax den Urnern und Unterwaldnern Stadt und Grafschaft Bellinzona für die Summe von 2400 Gulden (1. November 1419).
Aber der Herzog von Mailand, Filippo Maria Visconti, wollte Bellinzona nicht verlieren. Als Uri und Obwalden sich weigerten, ihm die Stadt zu verkaufen, schaffte Visconti die Zoll-Vorrechte zu Gunsten der Schweizer ab und entsandte endlich den berühmten Condottiere Francesco Bussone da Carmagnola, Graf von Carmagnola (Piemont), der Bellinzona im April 1422 einnahm und sich aller Besitzungen der Schweizer im Süden der Alpen bis zum Monte Piottino bemächtigte.
Im Jahr 1820 wurde Castione von Lumino getrennt, um mit Arbedo die neue Gemeinde Castione-Arbedo zu bilden. Der Zusammenschluss führte zu verschiedenen Streitigkeiten zwischen den wenigen Dutzend Einwohnern von Castione und Arbedo. Der Zusammenschluss beendete die Streitigkeiten nicht, im Gegenteil: Von Anfang an widersetzte sich Lumino, das einen Teil seiner Privilegien verloren sah, und ab 1840 kam es zu einer Reihe von Versuchen, Castione von Arbedo abzuspalten, die erst 1863 mit einer Vereinbarung zwischen den drei Dörfern endeten. Arbedo ist aber nach wie vor eine eigenständige Bürgergemeinde.

## Bevölkerung
| Bevölkerungsentwicklung (inkl. Castione) | Bevölkerungsentwicklung (inkl. Castione) | Bevölkerungsentwicklung (inkl. Castione) | Bevölkerungsentwicklung (inkl. Castione) | Bevölkerungsentwicklung (inkl. Castione) | Bevölkerungsentwicklung (inkl. Castione) | Bevölkerungsentwicklung (inkl. Castione) | Bevölkerungsentwicklung (inkl. Castione) | Bevölkerungsentwicklung (inkl. Castione) | Bevölkerungsentwicklung (inkl. Castione) | Bevölkerungsentwicklung (inkl. Castione) | Bevölkerungsentwicklung (inkl. Castione) | Bevölkerungsentwicklung (inkl. Castione) | Bevölkerungsentwicklung (inkl. Castione) | Bevölkerungsentwicklung (inkl. Castione) | Bevölkerungsentwicklung (inkl. Castione) | Bevölkerungsentwicklung (inkl. Castione) | Bevölkerungsentwicklung (inkl. Castione) | Bevölkerungsentwicklung (inkl. Castione) | Bevölkerungsentwicklung (inkl. Castione) |
| ---------------------------------------- | ---------------------------------------- | ---------------------------------------- | ---------------------------------------- | ---------------------------------------- | ---------------------------------------- | ---------------------------------------- | ---------------------------------------- | ---------------------------------------- | ---------------------------------------- | ---------------------------------------- | ---------------------------------------- | ---------------------------------------- | ---------------------------------------- | ---------------------------------------- | ---------------------------------------- | ---------------------------------------- | ---------------------------------------- | ---------------------------------------- | ---------------------------------------- |
| Jahr                                     | 1591                                     | 1600                                     | 1683                                     | 1719                                     | 1799                                     | 1808                                     | 1824                                     | 1836                                     | 1850                                     | 1900                                     | 1910                                     | 1950                                     | 1960                                     | 1970                                     | 1980                                     | 1990                                     | 2000                                     | 2010                                     | 2020                                     |
| Einwohner                                | circa 350                                | 380                                      | 627                                      | 509                                      | 400                                      | 431                                      | 561                                      | 627                                      | 801                                      | 1042                                     | 1200                                     | 1335                                     | 1467                                     | 2456                                     | 3058                                     | 3570                                     | 3729                                     | 4187                                     | 4951                                     |

## Sehenswürdigkeiten
- Kirche Santa Maria Assunta, Pfarrkirche bis 1583, restauriert in den Jahren 1964, 1989 und 2004; die Fresken im Chor (um 1770) stammen von dem Maler Antonio Baldassarre Orelli aus Locarno[10][11]
- Kirche San Paolo genannt Chiesa Rossa: 1255 zum ersten Mal erwähnt; heute nennt man sie allgemein die Chiesa Rossa wegen der Farbe ihres Äussern. Berühmt wurde sie infolge der Schlacht, weil die Toten im Beinhaus der Kirche begraben wurden. Der zweite Bau im mittelalterlichen Stil umschloss den ersten; es war die Kirche von 1422 mit dem noch bestehenden Turm. Die dritte Kirche, wie sie jetzt steht, ist eine Vergrösserung der zweiten: sie stammt wahrscheinlich aus dem 15. Jahrhundert und enthält interessante Malereien aus dem 16. und ein Abendmahl, wahrscheinlich noch aus dem 15. Jahrhundert[12][10][13][14]
- Pfarrkirche San Giuseppe (1967/1969), Architekt: Giampiero Mina[10][15]
- Kirche Santi Gottardo e Nicolao[16]
- Gebäude Centro Civico (1996), Architekt: Roberto Briccola[10]
- Patrizierhaus (1952), Architekt: Raffaello Tallone[10]
- Mulino Erbetta, restauriert[17]
- Nekropole im Ortsteil Cerinasca[18]

## Persönlichkeiten
- Francesco Bussone da Carmagnola (1385–1432), Condottiere, Graf
- Pietro Beltramello (* um 1660 in Castagnola TI; † nach 1698 in Arbedo), Altarbauer und Stuckplastiker, schuf 1698 einen Altar in der Kirche San Paolo in Arbedo[19]
- Calogero Mancuso (* 13. September 1910 in Grammichele; † 31. August 1978 in Bellinzona), Lautefabrikant, er besuchte die Lauteschule von Cremona; er arbeitete in Arbedo[20]
- Felice Filippini (1917–1988), Schriftsteller, Maler, Kupferstecher, Freskenmaler und Übersetzer
- Renato Lafranchi (* 30. November 1942 in Arbedo), Politiker, Maler[21][22]
- Rocco Filippini (* 7. September 1943 in Lugano; † 13. April 2021 ebenda), Sohn von Felice Filippini, Musiker, Cellist
- Carlo Castelli (* 2. März 1909 in Arbedo; † 19. Dezember 1982 in Lugano), Schauspieler, Regisseur[23]

## Sport
- AC Arbedo-Castione, Fussballclub, spielt in der 2. Regionalliga[24]